# Hypnotic (film, 2023)
Pour les articles homonymes, voir Hypnotic.
Pour plus de détails, voir Fiche technique et Distribution.
Hypnotic est un film d'action américain coécrit, produit et réalisé par Robert Rodriguez et sorti en 2023.
Il est présenté en avant-première au festival South by Southwest puis en séance de minuit au festival de Cannes 2023. Le film reçoit un accueil globalement négatif dans la presse et est un échec au box-office.

## Synopsis
Danny Rourke est un inspecteur du Austin Police Department. Il fréquente une ergothérapeute à laquelle il parle de l'enlèvement de sa fille Minnie, âgé de 7 ans, survenue il y a quelques années. Malgré la médiatisation de l'affaire et l'arrestation d'un suspect, son corps n'a jamais été retrouvé et cela a par ailleurs provoqué le divorce de Danny avec sa femme Viv. Reconnu apte à un retour au travail, Danny retrouve ensuite son partenaire, Randy Nicks. Leur service a été informé de manière anonyme que le coffre-fort d'une banque d'Austin va être cambriolé dans la journée. Alors que la police surveille les lieux, ils voient un mystérieux homme donner des instructions aux civils sur place, aux employés de banque et même à des policiers. Tous suivent ensuite des comportements étranges dès que les braqueurs arrivent dans la banque. Dans le coffre-fort ciblé, Danny retrouve une photo de Minnie avec le message « Find Lev Dellrayne » (« Trouve Lev Dellrayne »). Pensant que l'homme est lié à l'enlèvement de sa fille, Danny Rourke le poursuit pour en savoir plus. Son coéquipier l'informe que l'appel anonyme provient d'une voyante nommée Diana Cruz. Celle-ci va alors révéler à Rourke de nombreux secrets sur l'hypnose et les Hypnotics. Ces derniers sont des personnes issues d'un mystérieux et délirant programme gouvernemental secret pouvant influencer le comportement et les agissements d'autrui en réalisant des « constructions hypnotiques ». Traqué par les autorités et par Dellrayne, Danny et Diana fuient vers le Mexique.

## Fiche technique
Sauf indication contraire, les informations mentionnées dans cette section peuvent être confirmées par la base de données cinématographiques IMDb,  présente dans la section « Liens externes ».
- Titre original : Hypnotic
- Réalisation : Robert Rodriguez
- Scénario : Max Borenstein et Robert Rodriguez, d'après une histoire de Robert Rodriguez
- Musique : Rebel Rodriguez
- Photographie : Pablo Berron et Robert Rodriguez
- Direction artistique : Chase Carter
- Décors : Caylah Eddleblute et Steve Joyner
- Costumes : Nina Proctor
- Montage : Robert Rodriguez
- Production : Guy Danella, John Graham, Jeff Robinov et Robert Rodriguez
- Production déléguée : Ben Ormand
- Sociétés de production : Solstice Studios, Double R Productions, Studio 8, Ingenious Media et Hoosegow Productions
- Sociétés de distribution : Ketchup Entertainment (États-Unis), Belga Films (Belgique), SND (France)
- Pays de production :  États-Unis
- Langue originale : anglais
- Budget : 65 millions de dollars[1]
- Format : couleur
- Genre : action
- Durée : 94 minutes
- Dates de sortie :
  - États-Unis : 12 mars 2023 (version de travail présentée au South by Southwest)
  - États-Unis : 12 mai 2023
  - France : 26 mai 2023 (séance de minuit au festival de Cannes)
  - France : 23 août 2023
- Classification[2] :
  - États-Unis : R
  - France : tous publics

## Distribution
- Ben Affleck (VF : Boris Rehlinger ; VQ : Pierre Auger) : Danny Rourke
- Alice Braga (VF : Alice Taurand ; VQ : Marika Lhoumeau) : Diana Cruz
- J. D. Pardo (VF : Laurent Maurel ; VQ : Christian Perrault) : Randy Nicks
- Hala Finley (en) (VF : Coralie Thuilier) : Minnie Rourke à 10 ans
- William Fichtner (VF : Guy Chapellier ; VQ : Sylvain Hétu) : Lev Dellrayne
- Jackie Earle Haley (VF : Vincent Violette ; VQ : Gilbert Lachance) : Jeremiah
- Dayo Okeniyi (VF : Jean-Baptiste Anoumon ; VQ : Patrick Emmanuel Abellard) : River
- Jeff Fahey (VF : Serge Biavan) : Carl
- Kelly Frye (en) : Viv
- Corina Calderon : Maria
- Ionie Olivia Nieves : Minnie Rourke à 7 ans

 Source et légende : version française (VF) sur RS Doublage ; version québécoise (VQ) sur Doublage.qc.ca

## Production

### Genèse et développement
En novembre 2018, Robert Rodriguez est confirmé à la réalisation du film Hypnotic, qu'il a coécrit avec Max Borenstein. Le réalisateur avait commencé à imaginer cette histoire depuis 2002. Il avait à l'époque été très influencé par Alfred Hitchcock pour l'écriture : « Ce film est né de mon amour des films de Hitchcock. À l'époque, il venait d'y avoir une ressortie de Sueurs froides, et j'ai voulu proposer quelque chose dans cette veine. J'ai toujours adoré ce genre de films, même quand j'étais gamin. Très généreux, beaucoup de rebondissements et un titre en un mot, Vertigo. J'ai immédiatement pensé à Hypnotic. »
Le projet est porté par la société de production Studio 8. Un an plus tard, la participation de Solstice Studios (en) est annoncée.

### Attribution des rôles
En novembre 2019, Ben Affleck est confirmé dans le rôle principal. Il est rejoint par Alice Braga en mai 2021 alors qu'il est annoncé que le tournage aura lieu à Austin en septembre 2021.
En septembre 2021, Hala Finley (en) rejoint la distribution. Elle avait déjà joué dans un autre film de Robert Rodriguez, C'est nous les héros (2020). En octobre, Dayo Okeniyi et William Fichtner sont également annoncés.

### Tournage
Le tournage débute le 27 septembre 2021 à Austin au Texas et s'achève le 18 novembre,.
En avril 2022, Robert Rodriguez confirme que, comme sur certains de ses précédents films, certains membres de sa famille travaillent sur le film : « Mon fils [Rebel] est maintenant mon compositeur à plein temps. Mon autre fils [Racer] est mon coscénariste/producteur. Ma fille [Rhiannon] fait des storyboards. Mon autre fils [Rogue] fait les animatiques, parce qu'il utilise son moteur de jeu avec lequel il a conçu les décors pour C'est nous les héros. Et puis mon autre fils [Rocket] monte avec moi. C'est donc une affaire de famille ».

## Sortie et accueil

### Dates de sortie
Une version non définitive (présentée comme « Work-In-Progress ») est présentée au festival de cinéma South by Southwest le 12 mars 2023. Hypnotic devait être distribué en salles par Solstice Studios (en). En mars 2023, il est finalement annoncé que la distribution sur le sol américain sera assurée par Ketchup Entertainment et qu'il sortira dans les salles américaines le 12 mai 2023.
En avril 2023, il est annoncé que le film sera projeté en « séance de minuit » lors du festival de Cannes 2023 en mai.

### Critique
Le film reçoit des critiques globalement négatives. Sur l’agrégateur de critiques Rotten Tomatoes, il n'obtient que 36% d'avis favorables pour 83 critiques et une note moyenne de 4,7⁄10. Le consensus suivant résume les critiques compilées par le site : « Bien qu'Hypnotic ne manque pas d'inspiration, l'effet ultime de ce câlin criminel souvent maladroit sera de vous laisser plutôt somnolent ». Sur Metacritic, qui utilise une moyenne pondérée, le film obtient une note de 53⁄100 pour 30 critiques.
Peter Debruge, de Variety, écrit notamment « Ce mélange rusé d'effets spéciaux et d'ingéniosité visuelle met Ben Affleck dans une drôle de position. Et l'acteur légèrement grisonnant a encore le charisme et la mâchoire carrée pour assurer le coup. » Tomris Laffly de The Wrap écrit quant à lui « Hypnotic, le néo-noir barbant de Ben Affleck tire ses inspirations de Matrix et Inception. Mais le thriller de Robert Rodriguez épuise avec son intrigue inutilement complexe et, à ma grande surprise, échoue à divertir. Bien souvent, on a l'impression que Rodriguez nous embarque dans un brouillon d'idées en perpétuel changement, peu aidé par des effets et un style ratés. » Sur le site Deadline.com, on peut lire « Pour être honnête, le film n'est jamais ennuyeux et a un concept assez solide pour se laisser emporter. Mais le film a désespérément besoin de gros changements pour espérer réussir à convaincre. »
Alexandre Janowiak, du site Écran large, écrit notamment « On sent en effet devant Hypnotic tout l'amour qu'a pu mettre Robert Rodriguez dans sa conception. Dès la scène de braquage ouvrant presque le récit […] le film est terriblement généreux et annonce la couleur du thriller d'action psychotique qui attend les spectateurs. Personnages sous hypnose (ou presque, on y reviendra), méchant ultra-organisé, accident farfelu, morts absurdes et révélations inattendues, toute la séquence contient ce qui rendra Hypnotic aussi bête qu'amusant durant le reste du film. […] Sans surprise, Hypnotic part totalement en cacahouètes au fil de son récit. Bien sûr, outre le désir hitchcockien, le film est bouffé par ses influences (trop) nombreuses. »

### Box-office
Aux États-Unis, le film sort face à Book Club: The Next Chapter. Il engrange 940 000 $ avec 2 118 copies pour son premier jour d'exploitation. Il totalise 2,4 millions de dollars pour ce premier week-end. Il s'agit du pire démarrage de la carrière de Robert Rodriguez et Ben Affleck. Cet échec est en partie expliqué par la très faible campagne marketing lancée par le studio.
| Pays ou région    | Box-office      | Date d'arrêt du box-office | Nombre de semaines |
| ----------------- | --------------- | -------------------------- | ------------------ |
| États-Unis Canada | 4 500 169 $     | 1er juin 2023              | 3                  |
| France            | 370 611 entrées | 10 octobre 2023            | 7                  |
| Total mondial     | 16 000 340 $    | -                          | -                  |

## Clin d'œil
Au début du film, l'un des convoyeurs de fonds commence à raconter à un collègue une blague d'un homme dans un bar. Quentin Tarantino racontait exactement la même dans Desperado (1995), autre film de Robert Rodriguez.